# Comaster schlegelii
Comaster schlegelii (Carpenter, 1881) è un echinoderma crinoide della famiglia Comatulidae.

## Descrizione
È un crinoide comatulide che presenta una corona di colorazione estremamente variabile, dal giallo al verde, dall'arancio al nero.

Differenti colorazioni
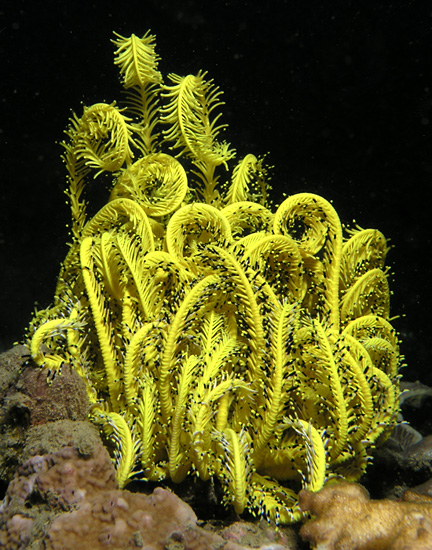
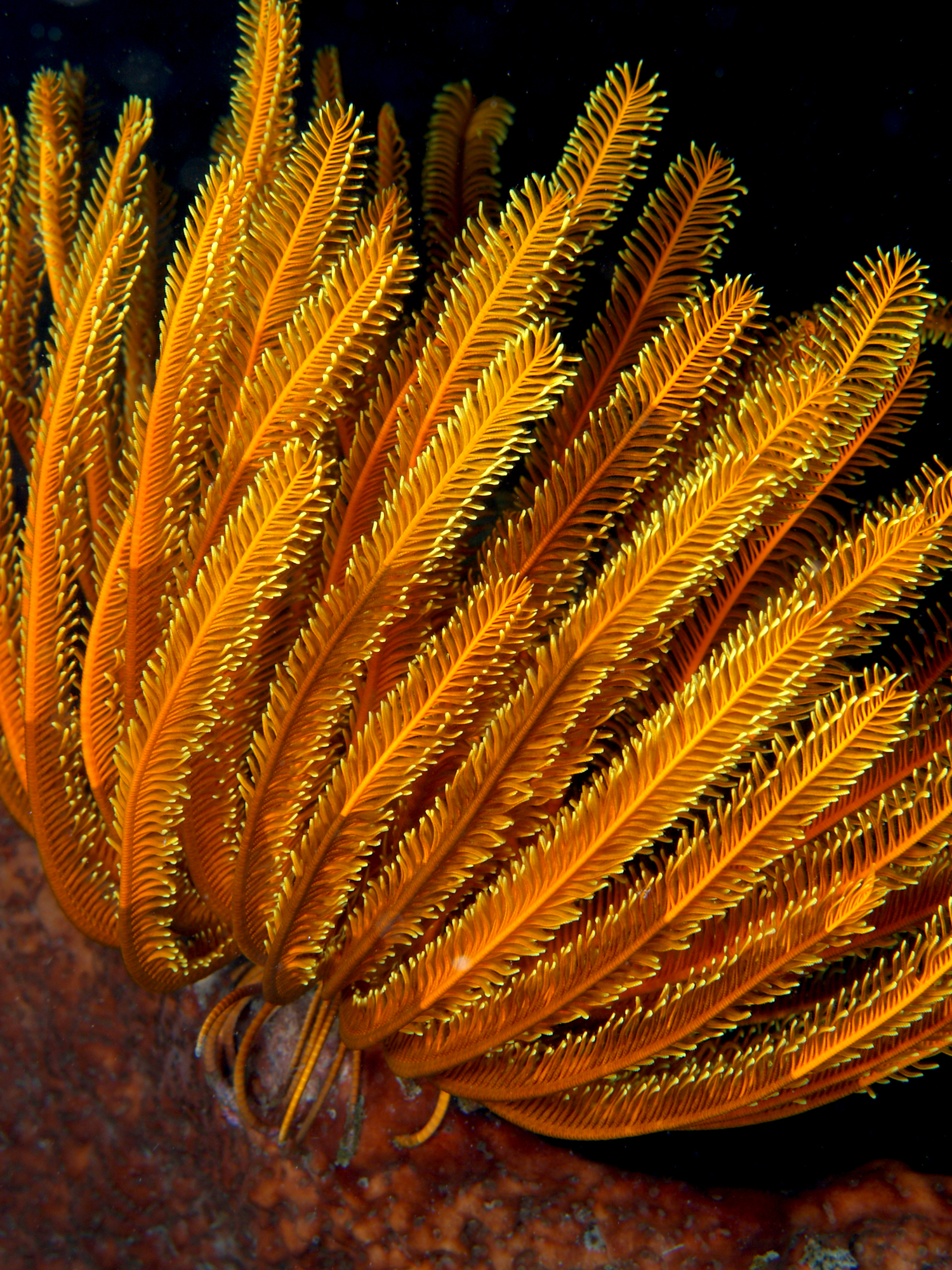
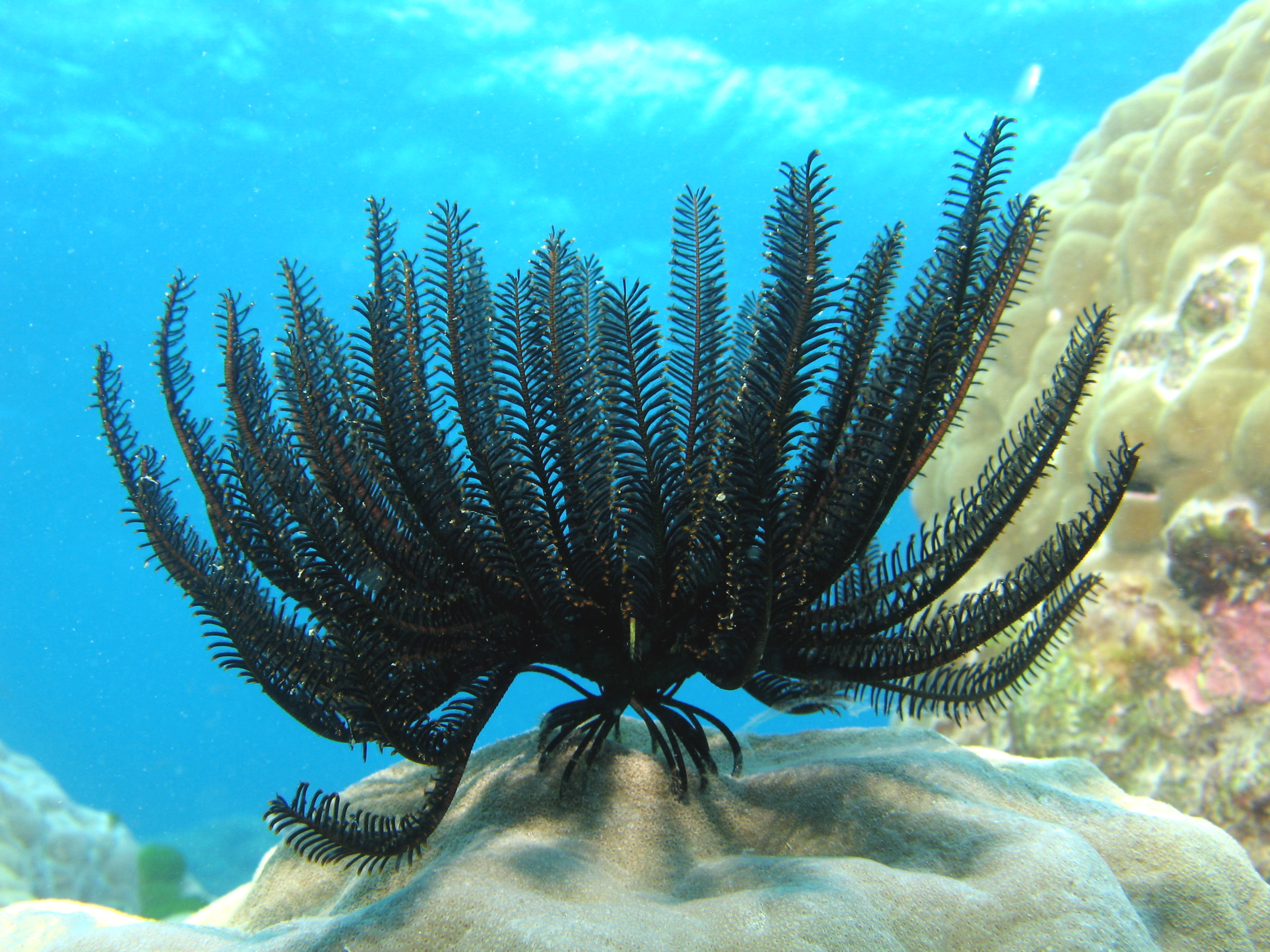

## Distribuzione e habitat
Vive in tutto il bacino dell Indo-Pacifico, dal Mar Rosso alla Polinesia, tra i 5 e i 40 m di profondità..